# Ploi
Ploi (Lói: Þú flýgur aldrei einn) è un film d'animazione del 2018 diretto da Árni Ásgeirsson e sceneggiato da Friðrik Erlingsson.

## Trama
All'inizio dell'estate uno stormo di pivieri giunge su di un'isola sull'arcipelago delle Ebridi di ritorno da una migrazione. Ad attenderli vi è Shadow, un sanguinario falco pellegrino che ogni anno decima gli stormi di uccelli migratori che tornano sull'isola in primavera. Il capo dei pivieri un giorno ha un figlio: Ploi, il quale dopo poco tempo si innamora della sua coetanea Ploveria, ma che ha timore al pensiero di dover volare. Durante la sua prima prova, Ploi riesce a librarsi in volo senza fatica, ma, mentre sta per tornare a terra, viene catturato da Shadow. Il padre a quel punto interviene per salvare il figlio, venendo ucciso lui al suo posto. Rimasto orfano di padre, Ploi è terrorizzato dal pensiero di volare ancora e decide di non seguire il suo stormo durante la migrazione. A causa dell'innalzamento delle temperature, la vita di Ploi si fa più dura, finché alcuni passeri non gli parlano di Paradise Valley, un luogo al di là delle montagne dove potrà sopravvivere all'inverno senza difficoltà. Ploi durante il suo viaggio sulle montagne incontra Gairon, un anziano maschio guercio di pernice bianca, il quale lo salva dal freddo e lo accudisce. Iniziando a passare il tempo insieme, Ploi e Gairon si affezionano l'uno all'altro: anche Gairon ha perso la sua famiglia a causa di Shadow.
Durante il viaggio, Gairon viene catturato da una volpe rossa, ma viene salvato da Ploi e dal topo Mousy. La pernice, tuttavia, rimane ferita e intima a Ploi di proseguire il viaggio da solo. Ploi finisce accidentalmente nel nido di Shadow, dove si trova anche la sua compagna. Questa, affamata e inferma, intima a Shadow di attendere la primavera prossima quando giungeranno gli stormi di uccelli migratori con cui potranno banchettare. A quel punto Ploi viene scoperto, ma prima che Shadow possa ucciderlo Gairon interviene facendo esplodere il nido con un candelotto di dinamite. Ploi riesce a salvarsi, e, con l'apparente morte sia dei falchi che della pernice, riprende il suo viaggio verso Paradise Valley. Una volta giuntovi, Ploi conosce nuovi amici e inizia a scordarsi delle brutte esperienze vissute fino ad allora. Tuttavia, al ritorno della primavera, viene a sapere da uno stercorario che Shadow è ancora vivo. A quel punto, Ploi tenta di convincere gli animali della valle a seguirlo per salvare il suo stormo, ma purtroppo si ritrova da solo. Abbandonando il suo timore, Ploi riesce a volare di nuovo e giunge appena in tempo prima che Shadow possa catturare Ploveria. In aiuto dei pulcini giunge anche Gairon, il quale era sopravvissuto all'esplosione e, dopo una dura battaglia, Shadow viene sconfitto. A quel punto i pivieri festeggiano mentre la pernice torna verso i monti. Ploi lo raggiunge volendo andare con lui, ma Gairon gli dice che il suo posto è con il suo stormo e i due si dicono addio. Nella scena finale Ploi e Ploveria volteggiano nell'aria felici sotto lo sguardo fiero di Gairon che afferma tra sé e sé: "Quello è il mio ragazzo".

## Produzione
La produzione del film, il cui titolo era originalmente Ploe, è durata per 7 anni.

## Distribuzione
Ploi è stato distribuito in Islanda il 2 febbraio 2018 e nel Regno Unito il 6 giugno seguente. In Italia invece è uscito il 21 novembre 2019.

## Accoglienza
Il film ha ricevuto generalmente critiche negative. Sull'aggregatore di recensioni Rotten Tomatoes, Ploi detiene un indice di gradimento del 38% sulla basse di otto recensioni professionali.
Ha incassato 281 303 $ in Islanda, contribuendo a un totale mondiale di 6 110 461 $. Il Paese con il maggior incasso è stata la Francia, che ha registrato un incasso lordo di 954 533 $.